# De Leyva

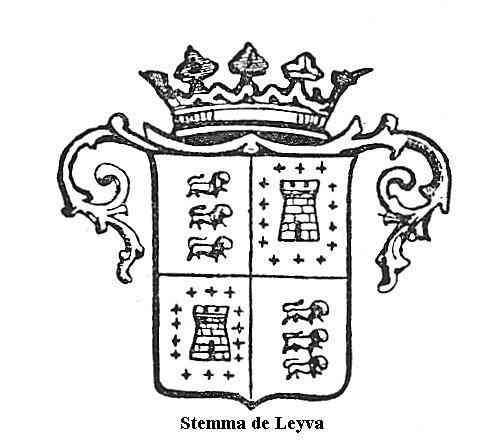
Stemma di Casa de Leyva

Il Casato de Leyva (anche menzionati come de Leiva o De Leyva) fu un'importante famiglia nobile spagnola. Diversi autori concordano sul fatto che l'origine dell'appellativo di famiglia sia da ricondurre al villaggio di Leiva facente parte della comunità autonoma La Rioja, possedimento immemore della casata.
Un ramo cadetto si insediò in Italia al seguito dell'imperatore Carlo V che conferì il feudo di Monza e il titolo di Conte ad Antonio de Leyva per i meriti ottenuti nella battaglia di Pavia del 1525 in cui fu fatto prigioniero il re di Francia Francesco I.
I membri della linea italiana della famiglia de Leyva furono governatori spagnoli di Milano, conti di Monza, marchesi di Atella, principi di Ascoli e si imparentarono con le più eminenti casate lombarde dell'epoca come gli Stampa di Soncino di antica nobiltà, i Marino, facoltosi banchieri di origine ligure, e i Pio di Savoia di Modena.

## Storia

### Origini
La famiglia de Leyva prende il nome dal villaggio di Leiva, situato nella regione della Rioja settentrionale, all'interno della storica Castiglia la Vecchia. Il toponimo, secondo l'uso araldico e onomastico dell’aristocrazia iberica, fu adottato come cognome a indicare l’origine territoriale o la signoria del lignaggio, secondo un modello comune alla nobiltà castigliana del basso medioevo.
Alcune fonti storiografiche posteriori, di carattere compilativo e spesso prive di riscontro archivistico, collocano le origini del casato in epoca altomedievale, identificando come capostipite un certo Álvar García, vissuto nel X secolo e presunto signore della zona di Leiva. Tuttavia, non esistono fonti coeve che attestino l’esistenza di tale personaggio o che colleghino direttamente la famiglia a un’ascendenza nobiliare risalente a quell’epoca.
La prima menzione documentaria certa del casato risale al 1272, quando un Martín Ruiz de Leyva compare come sostenitore del re Alfonso X di Castiglia nella repressione della ribellione guidata dal fratello, l’infante Filippo di Castiglia. In tale occasione, Martín Ruiz fu incaricato di una missione diplomatica presso la corte dell’emiro di Granada, Muhammad ibn Nasr, che aveva dato asilo ai ribelli. La sua presenza in un contesto tanto delicato testimonia il rango già consolidato del lignaggio all’interno del ceto nobiliare minore legato alla Corona.
A partire da questa data, la casata risulta progressivamente inserita nei meccanismi politici e militari della Corona di Castiglia, e destinata a un percorso di ascesa che, attraverso il consolidamento territoriale e le alleanze matrimoniali, l’avrebbe portata nei secoli successivi a rivestire ruoli di primo piano in Spagna e nei domini italiani degli Asburgo di Spagna.

### XIV secolo
Nel XIV secolo la famiglia consolidò la propria posizione tra la piccola e media nobiltà militare della Corona di Castiglia, in un contesto segnato dalla crescente centralizzazione monarchica e dalla progressiva definizione dell’identità politica castigliana. In questo periodo i De Leyva iniziarono a emergere come una delle casate locali più influenti nella regione della Rioja, in particolare nella zona tra Leiva, Santo Domingo de la Calzada e Briviesca.
Grazie al servizio militare prestato in occasione dei conflitti interni alla Corona e delle campagne contro il regno di Granada, alcuni membri della famiglia ottennero incarichi amministrativi, come corregidores, alférez e alcaidi, e si assicurarono il controllo di posizioni strategiche lungo le rotte commerciali tra la Castiglia la Vecchia e la Navarra. Le alleanze matrimoniali con famiglie nobili regionali come i Manso, i Sarmiento e i Mendoza rafforzarono il radicamento territoriale e facilitarono l’accesso a reti aristocratiche più ampie.
In questo contesto, nel 1335, fu edificato il Castillo de Leiva, attribuito a Juan Martínez de Leiva, esponente di rilievo del lignaggio. La fortezza, concepita come residenza signorile fortificata, si collocava in posizione dominante sul territorio e divenne il centro simbolico, militare e patrimoniale del casato per tutto il tardo medioevo. La struttura fu successivamente ampliata e restaurata tra il XVI e il XVIII secolo, mantenendo la funzione di sede nobiliare fino all'estinzione del ramo diretto.
L'affermazione sociale e territoriale dei De Leyva nel XIV secolo rappresentò una fase fondamentale per l’ascesa della famiglia nei secoli successivi, preparandone l'integrazione nella nobiltà titolata e la futura proiezione extra-regionale, in particolare verso l’Italia.

### XV secolo
Durante il XV secolo il casato rafforzò il proprio ruolo nella Corona di Castiglia, distinguendosi per la fedeltà alla monarchia e per l’impegno nelle campagne militari promosse dai Re cattolici in Andalusia, nella Murcia e nella contea del Rossiglione. L’evoluzione istituzionale della monarchia iberica, con il rafforzamento del potere regio e la formazione di un esercito permanente, offrì alla nobiltà secondaria nuove occasioni di promozione attraverso il servizio militare e la lealtà dinastica.
Figura centrale del periodo fu Juan Martínez de Leyva, VIII signore del villaggio di Leiva, località situata nei pressi di Santo Domingo de la Calzada, nella regione della Rioja. Capitano al servizio diretto di Isabella di Castiglia e Ferdinando II d'Aragona, si distinse per il suo contributo nelle operazioni militari della guerra di Granada e nelle campagne condotte nelle regioni catalano-pirenaiche del Rossiglione. L’ascesa militare e politica di Juan fu consolidata da un matrimonio prestigioso con Constanza Hurtado de Mendoza y Guzmán, esponente di due fra i casati più influenti della nobiltà castigliana, attraverso il quale la famiglia De Leyva si legò stabilmente ai circoli aristocratici di corte.
Da questa unione derivò una generazione destinata ad accrescere il prestigio del casato in ambito sia castigliano sia internazionale. Il primogenito Sancho Martínez de Leyva ereditò il maggiorascato familiare e, sposando Francisca de Guevara, dama dell’infanta Maria, futura regina consorte del Portogallo, rafforzò ulteriormente il radicamento della famiglia nella nobiltà cortigiana iberica. Il secondogenito, Antonio de Leyva, fu avviato alla carriera militare e sarebbe divenuto uno dei principali protagonisti delle Guerre d’Italia, fondando il ramo italiano della casata. La figlia Costanza de Leyva sposò Francisco de la Cueva, marchese e primogenito del III duca di Alburquerque, accedendo così alla cerchia della grandezza di Spagna.
A questi figli legittimi si affiancò Juan de Leyva, figlio naturale di Juan Martínez, che condivise con il fratellastro Antonio le esperienze belliche in Italia al seguito delle truppe imperiali. Questa generazione rappresenta una fase decisiva nella storia della famiglia De Leyva: attraverso l’integrazione nella nobiltà di corte e la partecipazione ai conflitti mediterranei della monarchia asburgica, essa tracciò il percorso che avrebbe portato la casata ad affermarsi in Italia nel corso del secolo successivo.

### XVI secolo

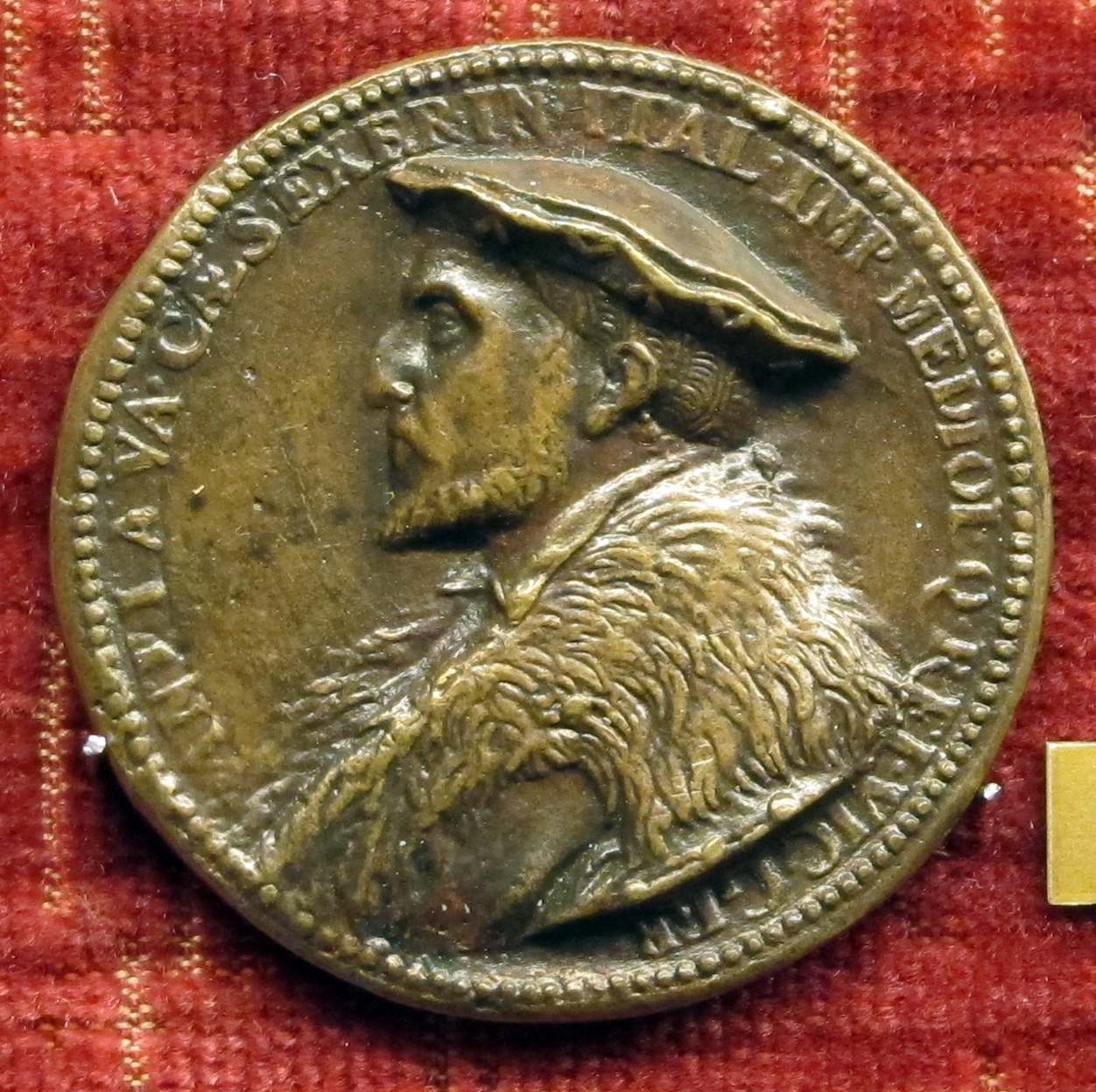
Antonio I de Leyva

Nel corso del XVI secolo la famiglia De Leyva consolidò la propria affermazione nel contesto della monarchia asburgica e divenne protagonista della scena politica e militare italiana, attraverso la figura di Antonio de Leyva (ca. 1480 – 1536). La sua carriera fu strettamente legata alla politica espansionistica di Carlo V, al quale rimase fedele durante l’intero ciclo delle Guerre d'Italia (1494-1559), segnate dalla rivalità tra la Francia e l’Impero per il controllo della penisola italiana.
Dopo aver ricoperto incarichi in Spagna e nei Paesi Bassi, Antonio de Leyva fu inviato in Italia come comandante delle truppe imperiali e si distinse nella battaglia di Bicocca (1522), dove le forze imperiali inflissero una dura sconfitta all’esercito francese. Il suo ruolo si consolidò con la vittoria nella battaglia di Pavia (1525), che portò alla cattura di Francesco I di Francia e al temporaneo predominio asburgico nell’Italia settentrionale. In seguito a questi successi militari, fu nominato governatore del Ducato di Milano e investito di pieni poteri civili e militari sull’area.
Nel 1527, in un contesto di tensioni interne e carenza di fondi per l’esercito, autorizzò il saccheggio della città di Monza da parte delle sue truppe, causando la distruzione della torre del Castello di Monza e profonde devastazioni nell’abitato. L’anno successivo fu tra i negoziatori della pace di Barcellona e ricevette ulteriori incarichi nel quadro della normalizzazione dei territori italiani sotto controllo imperiale.
Nel 1529 ricevette da Carlo V il feudo di Monza, precedentemente assegnato al condottiero tedesco Kaspar von Frundsberg. Il 6 febbraio 1531 fu formalmente investito del titolo di Conte di Monza da Francesco II Sforza, ultimo duca della dinastia viscontea. Il feudo comprendeva un ampio territorio agricolo e giurisdizionale situato tra la Brianza e il Milanese, e costituì il nucleo patrimoniale del ramo lombardo della famiglia.
Alla morte di Antonio, avvenuta nel 1536, la successione passò al figlio Luigi de Leyva, al quale Carlo V confermò la concessione feudale con diploma imperiale emesso da Valladolid il 10 giugno 1537. Con Luigi iniziò il processo di radicamento della famiglia in Lombardia, segnato dall’integrazione con l’aristocrazia locale e dalla gestione diretta delle terre e dei diritti giurisdizionali connessi alla contea.
Oltre ai titoli italiani, Antonio de Leyva fu insignito anche dei titoli di Duca di Terranova e Principe di Ascoli nel Regno di Napoli, riconoscimenti attribuiti dalla monarchia spagnola in segno di ricompensa per i servizi prestati alla Corona. Questi titoli, trasmissibili per via ereditaria nella linea maschile primogenita, sancirono il passaggio della famiglia De Leyva dalla nobiltà militare castigliana alla grande aristocrazia di Stato del sistema asburgico.

### XVII secolo
Durante il XVII secolo la casata De Leyva continuò a detenere la Contea di Monza, mantenendo il possesso del feudo mediante un sistema di alternanza tra gli eredi, secondo un criterio pattuito nei capitoli successori. Il titolo di Principe di Ascoli, connesso al Regno di Napoli, era invece trasmissibile esclusivamente per linea primogenita.
Tra gli esponenti più noti della famiglia in questo periodo vi fu Martino de Leyva, che resse il governo civile e militare della città di Monza e fu al centro di un episodio destinato ad assumere grande rilievo nella storia religiosa e letteraria dell’età barocca. Egli fu infatti padre di Virginia Maria de Leyva, costretta alla clausura monastica nel monastero monzese di Santa Margherita. Il suo ingresso forzato nella vita religiosa, legato a strategie familiari di conservazione del patrimonio, e la successiva relazione con Gian Paolo Osio, culminata in un processo per concubinato e complicità in omicidio, diedero origine a uno scandalo che si concluse con la condanna a trent’anni di reclusione claustrale.
L’episodio, oltre a suscitare notevole attenzione nell’opinione pubblica del tempo, entrò a far parte della letteratura italiana grazie alla rielaborazione di Alessandro Manzoni, che ne trasse il personaggio della Monaca di Monza nel romanzo I promessi sposi.
Il declino del potere feudale della famiglia culminò il 6 giugno 1648, quando i due ultimi titolari del feudo, Luigi Antonio de Leyva, figlio di Antonio II de Leyva, e Gerolamo de Leyva, nato dal secondo matrimonio di Martino, cedettero la contea ai fratelli Durini per la somma di 30.000 ducati d’oro napoletani. L’atto fu formalmente ratificato con diploma del re di Spagna Filippo IV il 12 luglio 1652.
Il ricordo della famiglia è rimasto vivo nella toponomastica locale: una via di Monza porta ancora oggi il nome della casata, mentre una stradina è intitolata a suor Virginia. Il letterato monzese Bartolomeo Zucchi, autore e filosofo del primo Seicento, affermava di essere imparentato con la famiglia e intrattenne un breve scambio epistolare con Virginia Maria prima del suo processo.

### XVIII secolo
Nel XVIII secolo, a seguito dell'estinzione del ramo lombardo con la vendita della Contea di Monza, la famiglia De Leyva proseguì la propria esistenza attraverso le linee attive nella Corona di Spagna e nel Regno di Napoli. In ambito iberico, alcuni rami conservarono titoli nobiliari riconosciuti, tra cui quelli di Marchese de Leiva e Conte di Baños, trasmessi per via ereditaria e documentati nei registri della nobiltà spagnola.
Un’ulteriore linea si affermò nel Regno di Sicilia, dove un ramo del casato si insediò nella Contea di Modica. In questa regione, nel 1709, Calcerano de Leva ottenne l'investitura del titolo di Barone di San Cataldo, secondo quanto risulta dagli atti notarili conservati presso l’Archivio di Stato di Modica. Questa linea, identificata successivamente anche con il nome de Leva‑Gravina, mantenne una posizione di rilievo nel contesto locale, partecipando alla vita amministrativa e feudale della contea.
Il ramo modicano si distinse per la conservazione di un consistente patrimonio documentario e librario. L’archivio familiare, comprendente atti pubblici, contratti, corrispondenze e documenti genealogici dal XVI secolo fino al XIX secolo, è oggi conservato presso l’Archivio di Stato di Modica, insieme a una biblioteca comprendente numerosi volumi a stampa di interesse storico e giuridico.

### XIX secolo
Nel XIX secolo la famiglia De Leyva risultava ancora presente nella Sicilia sud-orientale, in particolare nei territori dell’ex Contea di Modica, con continuità documentata nelle città di Modica, Scicli e Noto. Il ramo dei baroni di San Cataldo mantenne una posizione all’interno del notabilato locale, integrandosi nei quadri ecclesiastici e amministrativi del Regno delle Due Sicilie.
Giuseppe de Leva fu attivo nel primo quarto del secolo come sacerdote e docente di teologia morale presso il seminario vescovile di Modica. È autore di manoscritti e opuscoli a stampa su questioni canonistiche, conservati in parte nella biblioteca diocesana. Calcerando de Leva Gravina risulta presente in atti notarili e catastali relativi alla gestione della baronia tra il 1812 e il 1839. Nella seconda metà del secolo, Carmelo de Leva Avitabile curò la tutela della memoria genealogica e intraprese corrispondenza con la Commissione araldica del Regno d’Italia per il riconoscimento dei titoli familiari.
Parallelamente, in Spagna, il titolo nobiliare di Conte di Baños, concesso nel 1621 e elevato a Grandezza di Spagna nel 1693, fu detenuto da membri della discendenza Martínez de Leyva fino al XIX secolo, passando successivamente ai Portocarrero e ai Fitz-James Stuart. Il Marchesato di Covarrubias de Leyva, creato nel 1693 e riabilitato nel 1922 da Alfonso XIII di Spagna, rimane tuttora in uso tra famiglie nobili spagnole.

## Conti di Monza (1531-1648)
Il titolo di Conte di Monza fu concesso nel 1531 da Francesco II Sforza ad Antonio de Leyva, già signore del feudo dal 1529 per concessione di Carlo V. Rimase in possesso della famiglia De Leyva per oltre un secolo, fino alla vendita della contea ai Durini nel 1648.
- Antonio de Leyva (1531–1536), I conte di Monza, condottiero e governatore del Ducato di Milano;
- Luigi de Leyva (1536–?), II conte di Monza, figlio del precedente, confermato da Carlo V nel 1537;
- Martino de Leyva (?-1600), III conte di Monza, figlio di Luigi, governatore della città e padre della Monaca di Monza;
- Luigi Antonio de Leyva (?-1648), IV conte di Monza, figlio di Antonio II de Leyva e cugino di suor Virginia Maria;
- Gerolamo de Leyva (?-1648), V conte di Monza, fratellastro di suor Virginia Maria, co-possessore del titolo fino alla vendita della contea a Giovan Battista Durini.

## Duchi di Terranova, Principi di Ascoli e Marchesi di Atella (1536-1648)
I titoli di Duca di Terranova, Principe di Ascoli e Marchese di Atella furono concessi da Carlo V ad Antonio de Leyva tra il 1536 e il 1537, come ricompensa per i servizi resi durante le Guerre d’Italia (1494-1559). Tutti e tre i titoli, pertinenti al Regno di Napoli, furono trasmessi per linea primogenita nella casata De Leyva fino all’estinzione del ramo principale entro la metà del XVII secolo.
- Antonio de Leyva (1536–1536), I duca di Terranova, I principe di Ascoli e I marchese di Atella; generale imperiale, governatore del Ducato di Milano e conte di Monza, ricevette i titoli negli ultimi mesi di vita (duca e marchese nel 1537, principe poco prima di morire);
- Luigi de Leyva (1536–?), II duca di Terranova, II principe di Ascoli e II marchese di Atella, figlio del precedente, confermato dalla Corona di Spagna con diplomi sovrani;
- Antonio II de Leyva (?-?), III duca di Terranova, III principe di Ascoli e III marchese di Atella, figlio di Luigi, attivo nella corte vicereale di Napoli;
- Luigi Antonio de Leyva (?-1648), IV duca di Terranova, IV principe di Ascoli e IV marchese di Atella, ultimo esponente della linea principale; i titoli si estinsero o passarono ad altra famiglia per via matrimoniale dopo la cessione dei beni nel 1648.

## Conti di Baños (1621–XVIII secolo)
Il titolo di Conte di Baños (Conde de Baños) fu concesso da Filippo IV di Spagna nel 1621 a Sancho Martínez de Leyva, militare e consigliere reale. Il titolo fu elevato a Grandezza di Spagna nel 1693 sotto Carlo II di Spagna. Fu trasmesso per linea ereditaria tra rami imparentati con i Portocarrero e i Fitz-James Stuart, rimanendo attivo fino al XIX secolo.
- Sancho Martínez de Leyva (1621–?), I conte di Baños, cavaliere dell’Ordine di Santiago, consigliere di Stato e generale delle galere di Spagna;
- Mariana Isabel Martínez de Leyva (?-?), II contessa di Baños, figlia del precedente;
- Pedro de la Cerda y Leyva (?-1690), III conte di Baños, figlio della precedente, primo cavallerizzo maggiore del re e ambasciatore in Portogallo;
- María Francisca de la Cerda (?-?), IV contessa di Baños, figlia del precedente, passò il titolo alla famiglia Portocarrero per via matrimoniale.

## Personalità di rilievo
Fra i suoi componenti si distinsero:
- Martín Ruiz de Leyva (XIII secolo), alleato di Alfonso X di Castiglia, fu inviato in missione diplomatica presso l’emiro di Granada nel 1272.[23]
- Juan Martínez de Leyva (XV secolo), VIII signore di Leiva, combatté nella guerra di Granada e fu alleato dei Re cattolici.
- Sancho Martínez de Leyva (XV secolo), figlio del precedente, cavaliere dell’Ordine di Santiago, sposò Francisca de Guevara, dama dell’infanta Maria di Castiglia.
- Antonio de Leyva (ca. 1480–1536), generale imperiale al servizio di Carlo V, governatore del Ducato di Milano, I conte di Monza, duca di Terranova e principe di Ascoli.
- Luigi de Leyva (XVI secolo), figlio di Antonio, II conte di Monza, confermato nei titoli da Carlo V nel 1537.
- Martino de Leyva (1549–1600), III conte di Monza, governatore della città, padre della Monaca di Monza.
- Virginia Maria de Leyva (1575–1650), nota come la Monaca di Monza, protagonista di uno scandalo religioso e personaggio de I promessi sposi.
- Gerolamo de Leyva (XVII secolo), fratellastro di Virginia, ultimo co-possessore della contea di Monza, indicato da fonti coeve come già governatore in Sicilia.
- Sancho Martínez de Leyva (XVII secolo), I conte di Baños, cavaliere di Santiago, consigliere reale e generale delle galere di Spagna.
- Pedro de la Cerda y Leyva (†1690), III conte di Baños, ambasciatore a Lisbona e cavallerizzo maggiore del re di Spagna.
- Calcerano de Leva (XVIII secolo), barone di San Cataldo, fondò il ramo siciliano nella Contea di Modica.
- Giuseppe de Leva (XIX secolo), sacerdote e teologo a Modica, autore di trattati canonistici.
- Calcerando de Leva Gravina (XIX secolo), amministratore della baronia tra il 1812 e il 1839, attivo nella gestione feudale locale.
- Carmelo de Leva Avitabile (XIX secolo), genealogista, intrattenne rapporti con la Consulta Araldica del Regno d’Italia per il riconoscimento del titolo.

## Genealogia
|  |  |                                |                                |                                |                                |                                |                                |                                                                        |                                                                        |                                                                        |                                                                        |                                                                        |                                                                        |                                                                                     |                                                                                     |                                                                                     |                                                                                     |                                                                                     |                                                                                     |                                                          |                                                          |                                                          |                                                          |                                            |                                            |                                    |                                    |                                          |                                          |                                                   |                                                   |                                                                        |                                                                        |                                                                        |                                                                        |                                                                        |                                                                        |                                                              |                                                              |                                                              |                                                              |                                                              |                                                              |                              |                              |                              |                              |                                           |                                           |                                           |                                           |                                           |                                           |                                           |                                           |                                                 |                                                 |                                                 |                                                 |                                                 |                                                 | | | | | | |                     |                     |                       |                       |                       |                       |                       |                       |                   |                   |                     |                     |                     |                     |                     |                     |
|  |  |                                |                                |                                |                                |                                |                                |                                                                        |                                                                        |                                                                        |                                                                        | Ladrón de Leyva (....-....) VII signore di Leyva                       | Ladrón de Leyva (....-....) VII signore di Leyva                       | Ladrón de Leyva (....-....) VII signore di Leyva                                    | Ladrón de Leyva (....-....) VII signore di Leyva                                    | Ladrón de Leyva (....-....) VII signore di Leyva                                    | Ladrón de Leyva (....-....) VII signore di Leyva                                    |                                                                                     |                                                                                     |                                                          |                                                          |                                                          |                                                          | Beatriz de Herrera (....-....)             | Beatriz de Herrera (....-....)             | Beatriz de Herrera (....-....)     | Beatriz de Herrera (....-....)     | Beatriz de Herrera (....-....)           | Beatriz de Herrera (....-....)           |                                                   |                                                   |                                                                        |                                                                        |                                                                        |                                                                        |                                                                        |                                                                        |                                                              |                                                              |                                                              |                                                              |                                                              |                                                              |                              |                              |                              |                              |                                           |                                           |                                           |                                           |                                           |                                           |                                           |                                           |                                                 |                                                 |                                                 |                                                 |                                                 |                                                 | | | | | | |                     |                     |                       |                       |                       |                       |                       |                       |                   |                   |                     |                     |                     |                     |                     |                     |
|  |  |                                |                                |                                |                                |                                |                                |                                                                        |                                                                        |                                                                        |                                                                        | Ladrón de Leyva (....-....) VII signore di Leyva                       | Ladrón de Leyva (....-....) VII signore di Leyva                       | Ladrón de Leyva (....-....) VII signore di Leyva                                    | Ladrón de Leyva (....-....) VII signore di Leyva                                    | Ladrón de Leyva (....-....) VII signore di Leyva                                    | Ladrón de Leyva (....-....) VII signore di Leyva                                    |                                                                                     |                                                                                     |                                                          |                                                          |                                                          |                                                          | Beatriz de Herrera (....-....)             | Beatriz de Herrera (....-....)             | Beatriz de Herrera (....-....)     | Beatriz de Herrera (....-....)     | Beatriz de Herrera (....-....)           | Beatriz de Herrera (....-....)           |                                                   |                                                   |                                                                        |                                                                        |                                                                        |                                                                        |                                                                        |                                                                        |                                                              |                                                              |                                                              |                                                              |                                                              |                                                              |                              |                              |                              |                              |                                           |                                           |                                           |                                           |                                           |                                           |                                           |                                           |                                                 |                                                 |                                                 |                                                 |                                                 |                                                 | | | | | | |                     |                     |                       |                       |                       |                       |                       |                       |                   |                   |                     |                     |                     |                     |                     |                     |
|  |  |                                |                                |                                |                                |                                |                                |                                                                        |                                                                        |                                                                        |                                                                        |                                                                        |                                                                        |                                                                                     |                                                                                     |                                                                                     |                                                                                     |                                                                                     |                                                                                     |                                                          |                                                          |                                                          |                                                          |                                            |                                            |                                    |                                    |                                          |                                          |                                                   |                                                   |                                                                        |                                                                        |                                                                        |                                                                        |                                                                        |                                                                        |                                                              |                                                              |                                                              |                                                              |                                                              |                                                              |                              |                              |                              |                              |                                           |                                           |                                           |                                           |                                           |                                           |                                           |                                           |                                                 |                                                 |                                                 |                                                 |                                                 |                                                 | | | | | | |                     |                     |                       |                       |                       |                       |                       |                       |                   |                   |                     |                     |                     |                     |                     |                     |
|  |  |                                |                                |                                |                                |                                |                                |                                                                        |                                                                        |                                                                        |                                                                        |                                                                        |                                                                        |                                                                                     |                                                                                     |                                                                                     |                                                                                     |                                                                                     |                                                                                     |                                                          |                                                          |                                                          |                                                          |                                            |                                            |                                    |                                    |                                          |                                          |                                                   |                                                   |                                                                        |                                                                        |                                                                        |                                                                        |                                                                        |                                                                        |                                                              |                                                              |                                                              |                                                              |                                                              |                                                              |                              |                              |                              |                              |                                           |                                           |                                           |                                           |                                           |                                           |                                           |                                           |                                                 |                                                 |                                                 |                                                 |                                                 |                                                 | | | | | | |                     |                     |                       |                       |                       |                       |                       |                       |                   |                   |                     |                     |                     |                     |                     |                     |
|  |  |                                |                                |                                |                                |                                |                                |                                                                        |                                                                        |                                                                        |                                                                        |                                                                        |                                                                        |                                                                                     |                                                                                     |                                                                                     |                                                                                     | Juan Martínez de Leyva (14..-....) VIII signore di Leyva                            | Juan Martínez de Leyva (14..-....) VIII signore di Leyva                            | Juan Martínez de Leyva (14..-....) VIII signore di Leyva | Juan Martínez de Leyva (14..-....) VIII signore di Leyva | Juan Martínez de Leyva (14..-....) VIII signore di Leyva | Juan Martínez de Leyva (14..-....) VIII signore di Leyva |                                            |                                            |                                    |                                    |                                          |                                          | Constanza Hurtado de Mendoza y Guzmán (14..-....) | Constanza Hurtado de Mendoza y Guzmán (14..-....) | Constanza Hurtado de Mendoza y Guzmán (14..-....)                      | Constanza Hurtado de Mendoza y Guzmán (14..-....)                      | Constanza Hurtado de Mendoza y Guzmán (14..-....)                      | Constanza Hurtado de Mendoza y Guzmán (14..-....)                      |                                                                        |                                                                        |                                                              |                                                              |                                                              |                                                              |                                                              |                                                              |                              |                              |                              |                              |                                           |                                           |                                           |                                           |                                           |                                           |                                           |                                           |                                                 |                                                 |                                                 |                                                 |                                                 |                                                 | | | | | | |                     |                     |                       |                       |                       |                       |                       |                       |                   |                   |                     |                     |                     |                     |                     |                     |
|  |  |                                |                                |                                |                                |                                |                                |                                                                        |                                                                        |                                                                        |                                                                        |                                                                        |                                                                        |                                                                                     |                                                                                     |                                                                                     |                                                                                     | Juan Martínez de Leyva (14..-....) VIII signore di Leyva                            | Juan Martínez de Leyva (14..-....) VIII signore di Leyva                            | Juan Martínez de Leyva (14..-....) VIII signore di Leyva | Juan Martínez de Leyva (14..-....) VIII signore di Leyva | Juan Martínez de Leyva (14..-....) VIII signore di Leyva | Juan Martínez de Leyva (14..-....) VIII signore di Leyva |                                            |                                            |                                    |                                    |                                          |                                          | Constanza Hurtado de Mendoza y Guzmán (14..-....) | Constanza Hurtado de Mendoza y Guzmán (14..-....) | Constanza Hurtado de Mendoza y Guzmán (14..-....)                      | Constanza Hurtado de Mendoza y Guzmán (14..-....)                      | Constanza Hurtado de Mendoza y Guzmán (14..-....)                      | Constanza Hurtado de Mendoza y Guzmán (14..-....)                      |                                                                        |                                                                        |                                                              |                                                              |                                                              |                                                              |                                                              |                                                              |                              |                              |                              |                              |                                           |                                           |                                           |                                           |                                           |                                           |                                           |                                           |                                                 |                                                 |                                                 |                                                 |                                                 |                                                 | | | | | | |                     |                     |                       |                       |                       |                       |                       |                       |                   |                   |                     |                     |                     |                     |                     |                     |
|  |  |                                |                                |                                |                                |                                |                                |                                                                        |                                                                        |                                                                        |                                                                        |                                                                        |                                                                        |                                                                                     |                                                                                     |                                                                                     |                                                                                     |                                                                                     |                                                                                     |                                                          |                                                          |                                                          |                                                          |                                            |                                            |                                    |                                    |                                          |                                          |                                                   |                                                   |                                                                        |                                                                        |                                                                        |                                                                        |                                                                        |                                                                        |                                                              |                                                              |                                                              |                                                              |                                                              |                                                              |                              |                              |                              |                              |                                           |                                           |                                           |                                           |                                           |                                           |                                           |                                           |                                                 |                                                 |                                                 |                                                 |                                                 |                                                 | | | | | | |                     |                     |                       |                       |                       |                       |                       |                       |                   |                   |                     |                     |                     |                     |                     |                     |
|  |  |                                |                                |                                |                                |                                |                                |                                                                        |                                                                        |                                                                        |                                                                        |                                                                        |                                                                        |                                                                                     |                                                                                     |                                                                                     |                                                                                     |                                                                                     |                                                                                     |                                                          |                                                          |                                                          |                                                          |                                            |                                            |                                    |                                    |                                          |                                          |                                                   |                                                   |                                                                        |                                                                        |                                                                        |                                                                        |                                                                        |                                                                        |                                                              |                                                              |                                                              |                                                              |                                                              |                                                              |                              |                              |                              |                              |                                           |                                           |                                           |                                           |                                           |                                           |                                           |                                           |                                                 |                                                 |                                                 |                                                 |                                                 |                                                 | | | | | | |                     |                     |                       |                       |                       |                       |                       |                       |                   |                   |                     |                     |                     |                     |                     |                     |
|  |  |                                |                                |                                |                                |                                |                                |                                                                        |                                                                        |                                                                        |                                                                        |                                                                        |                                                                        |                                                                                     |                                                                                     |                                                                                     |                                                                                     |                                                                                     |                                                                                     |                                                          |                                                          |                                                          |                                                          |                                            |                                            |                                    |                                    |                                          |                                          |                                                   |                                                   |                                                                        |                                                                        |                                                                        |                                                                        |                                                                        |                                                                        |                                                              |                                                              |                                                              |                                                              |                                                              |                                                              |                              |                              |                              |                              |                                           |                                           |                                           |                                           |                                           |                                           |                                           |                                           |                                                 |                                                 |                                                 |                                                 |                                                 |                                                 | | | | | | |                     |                     |                       |                       |                       |                       |                       |                       |                   |                   |                     |                     |                     |                     |                     |                     |
|  |  |                                |                                |                                |                                |                                |                                |                                                                        |                                                                        |                                                                        |                                                                        |                                                                        |                                                                        |                                                                                     |                                                                                     |                                                                                     |                                                                                     |                                                                                     |                                                                                     |                                                          |                                                          |                                                          |                                                          |                                            |                                            |                                    |                                    |                                          |                                          |                                                   |                                                   |                                                                        |                                                                        |                                                                        |                                                                        |                                                                        |                                                                        |                                                              |                                                              |                                                              |                                                              |                                                              |                                                              |                              |                              |                              |                              |                                           |                                           |                                           |                                           |                                           |                                           |                                           |                                           |                                                 |                                                 |                                                 |                                                 |                                                 |                                                 | | | | | | |                     |                     |                       |                       |                       |                       |                       |                       |                   |                   |                     |                     |                     |                     |                     |                     |
|  |  |                                |                                |                                |                                |                                |                                |                                                                        |                                                                        |                                                                        |                                                                        |                                                                        |                                                                        |                                                                                     |                                                                                     | Sancho Martínez (14..-....) discendenza in Spagna                                   | Sancho Martínez (14..-....) discendenza in Spagna                                   | Sancho Martínez (14..-....) discendenza in Spagna                                   | Sancho Martínez (14..-....) discendenza in Spagna                                   | Sancho Martínez (14..-....) discendenza in Spagna        | Sancho Martínez (14..-....) discendenza in Spagna        |                                                          |                                                          | Costanza (14..-....)                       | Costanza (14..-....)                       | Costanza (14..-....)               | Costanza (14..-....)               | Costanza (14..-....)                     | Costanza (14..-....)                     |                                                   |                                                   | Antonio de Leyva (1480-1536) I principe di Ascoli I marchese di Atella | Antonio de Leyva (1480-1536) I principe di Ascoli I marchese di Atella | Antonio de Leyva (1480-1536) I principe di Ascoli I marchese di Atella | Antonio de Leyva (1480-1536) I principe di Ascoli I marchese di Atella | Antonio de Leyva (1480-1536) I principe di Ascoli I marchese di Atella | Antonio de Leyva (1480-1536) I principe di Ascoli I marchese di Atella |                                                              |                                                              |                                                              |                                                              |                                                              |                                                              | Castellana Fabra (14..-....) | Castellana Fabra (14..-....) | Castellana Fabra (14..-....) | Castellana Fabra (14..-....) | Castellana Fabra (14..-....)              | Castellana Fabra (14..-....)              |                                           |                                           |                                           |                                           |                                           |                                           |                                                 |                                                 |                                                 |                                                 |                                                 |                                                 | | | | | | |                     |                     |                       |                       |                       |                       |                       |                       |                   |                   |                     |                     |                     |                     |                     |                     |
|  |  |                                |                                |                                |                                |                                |                                |                                                                        |                                                                        |                                                                        |                                                                        |                                                                        |                                                                        |                                                                                     |                                                                                     | Sancho Martínez (14..-....) discendenza in Spagna                                   | Sancho Martínez (14..-....) discendenza in Spagna                                   | Sancho Martínez (14..-....) discendenza in Spagna                                   | Sancho Martínez (14..-....) discendenza in Spagna                                   | Sancho Martínez (14..-....) discendenza in Spagna        | Sancho Martínez (14..-....) discendenza in Spagna        |                                                          |                                                          | Costanza (14..-....)                       | Costanza (14..-....)                       | Costanza (14..-....)               | Costanza (14..-....)               | Costanza (14..-....)                     | Costanza (14..-....)                     |                                                   |                                                   | Antonio de Leyva (1480-1536) I principe di Ascoli I marchese di Atella | Antonio de Leyva (1480-1536) I principe di Ascoli I marchese di Atella | Antonio de Leyva (1480-1536) I principe di Ascoli I marchese di Atella | Antonio de Leyva (1480-1536) I principe di Ascoli I marchese di Atella | Antonio de Leyva (1480-1536) I principe di Ascoli I marchese di Atella | Antonio de Leyva (1480-1536) I principe di Ascoli I marchese di Atella |                                                              |                                                              |                                                              |                                                              |                                                              |                                                              | Castellana Fabra (14..-....) | Castellana Fabra (14..-....) | Castellana Fabra (14..-....) | Castellana Fabra (14..-....) | Castellana Fabra (14..-....)              | Castellana Fabra (14..-....)              |                                           |                                           |                                           |                                           |                                           |                                           |                                                 |                                                 |                                                 |                                                 |                                                 |                                                 | | | | | | |                     |                     |                       |                       |                       |                       |                       |                       |                   |                   |                     |                     |                     |                     |                     |                     |
|  |  |                                |                                |                                |                                |                                |                                |                                                                        |                                                                        |                                                                        |                                                                        |                                                                        |                                                                        |                                                                                     |                                                                                     |                                                                                     |                                                                                     |                                                                                     |                                                                                     |                                                          |                                                          |                                                          |                                                          |                                            |                                            |                                    |                                    |                                          |                                          |                                                   |                                                   |                                                                        |                                                                        |                                                                        |                                                                        |                                                                        |                                                                        |                                                              |                                                              |                                                              |                                                              |                                                              |                                                              |                              |                              |                              |                              |                                           |                                           |                                           |                                           |                                           |                                           |                                           |                                           |                                                 |                                                 |                                                 |                                                 |                                                 |                                                 | | | | | | |                     |                     |                       |                       |                       |                       |                       |                       |                   |                   |                     |                     |                     |                     |                     |                     |
|  |  |                                |                                |                                |                                |                                |                                |                                                                        |                                                                        |                                                                        |                                                                        |                                                                        |                                                                        |                                                                                     |                                                                                     |                                                                                     |                                                                                     |                                                                                     |                                                                                     |                                                          |                                                          |                                                          |                                                          |                                            |                                            |                                    |                                    |                                          |                                          |                                                   |                                                   |                                                                        |                                                                        |                                                                        |                                                                        |                                                                        |                                                                        |                                                              |                                                              |                                                              |                                                              |                                                              |                                                              |                              |                              |                              |                              |                                           |                                           |                                           |                                           |                                           |                                           |                                           |                                           |                                                 |                                                 |                                                 |                                                 |                                                 |                                                 | | | | | | |                     |                     |                       |                       |                       |                       |                       |                       |                   |                   |                     |                     |                     |                     |                     |                     |
|  |  |                                |                                |                                |                                |                                |                                |                                                                        |                                                                        |                                                                        |                                                                        |                                                                        |                                                                        |                                                                                     |                                                                                     |                                                                                     |                                                                                     |                                                                                     |                                                                                     |                                                          |                                                          |                                                          |                                                          |                                            |                                            |                                    |                                    |                                          |                                          |                                                   |                                                   |                                                                        |                                                                        |                                                                        |                                                                        |                                                                        |                                                                        | Luis (15..-....) II principe di Ascoli II marchese di Atella | Luis (15..-....) II principe di Ascoli II marchese di Atella | Luis (15..-....) II principe di Ascoli II marchese di Atella | Luis (15..-....) II principe di Ascoli II marchese di Atella | Luis (15..-....) II principe di Ascoli II marchese di Atella | Luis (15..-....) II principe di Ascoli II marchese di Atella |                              |                              |                              |                              |                                           |                                           | Mariana de la Cueva y Cabrera (15..-....) | Mariana de la Cueva y Cabrera (15..-....) | Mariana de la Cueva y Cabrera (15..-....) | Mariana de la Cueva y Cabrera (15..-....) | Mariana de la Cueva y Cabrera (15..-....) | Mariana de la Cueva y Cabrera (15..-....) |                                                 |                                                 |                                                 |                                                 |                                                 |                                                 | | | | | | |                     |                     |                       |                       |                       |                       |                       |                       |                   |                   |                     |                     |                     |                     |                     |                     |
|  |  |                                |                                |                                |                                |                                |                                |                                                                        |                                                                        |                                                                        |                                                                        |                                                                        |                                                                        |                                                                                     |                                                                                     |                                                                                     |                                                                                     |                                                                                     |                                                                                     |                                                          |                                                          |                                                          |                                                          |                                            |                                            |                                    |                                    |                                          |                                          |                                                   |                                                   |                                                                        |                                                                        |                                                                        |                                                                        |                                                                        |                                                                        | Luis (15..-....) II principe di Ascoli II marchese di Atella | Luis (15..-....) II principe di Ascoli II marchese di Atella | Luis (15..-....) II principe di Ascoli II marchese di Atella | Luis (15..-....) II principe di Ascoli II marchese di Atella | Luis (15..-....) II principe di Ascoli II marchese di Atella | Luis (15..-....) II principe di Ascoli II marchese di Atella |                              |                              |                              |                              |                                           |                                           | Mariana de la Cueva y Cabrera (15..-....) | Mariana de la Cueva y Cabrera (15..-....) | Mariana de la Cueva y Cabrera (15..-....) | Mariana de la Cueva y Cabrera (15..-....) | Mariana de la Cueva y Cabrera (15..-....) | Mariana de la Cueva y Cabrera (15..-....) |                                                 |                                                 |                                                 |                                                 |                                                 |                                                 | | | | | | |                     |                     |                       |                       |                       |                       |                       |                       |                   |                   |                     |                     |                     |                     |                     |                     |
|  |  |                                |                                |                                |                                |                                |                                |                                                                        |                                                                        |                                                                        |                                                                        |                                                                        |                                                                        |                                                                                     |                                                                                     |                                                                                     |                                                                                     |                                                                                     |                                                                                     |                                                          |                                                          |                                                          |                                                          |                                            |                                            |                                    |                                    |                                          |                                          |                                                   |                                                   |                                                                        |                                                                        |                                                                        |                                                                        |                                                                        |                                                                        |                                                              |                                                              |                                                              |                                                              |                                                              |                                                              |                              |                              |                              |                              |                                           |                                           |                                           |                                           |                                           |                                           |                                           |                                           |                                                 |                                                 |                                                 |                                                 |                                                 |                                                 | | | | | | |                     |                     |                       |                       |                       |                       |                       |                       |                   |                   |                     |                     |                     |                     |                     |                     |
|  |  |                                |                                |                                |                                |                                |                                |                                                                        |                                                                        |                                                                        |                                                                        |                                                                        |                                                                        |                                                                                     |                                                                                     |                                                                                     |                                                                                     |                                                                                     |                                                                                     |                                                          |                                                          |                                                          |                                                          |                                            |                                            |                                    |                                    |                                          |                                          |                                                   |                                                   |                                                                        |                                                                        |                                                                        |                                                                        |                                                                        |                                                                        |                                                              |                                                              |                                                              |                                                              |                                                              |                                                              |                              |                              |                              |                              |                                           |                                           |                                           |                                           |                                           |                                           |                                           |                                           |                                                 |                                                 |                                                 |                                                 |                                                 |                                                 | | | | | | |                     |                     |                       |                       |                       |                       |                       |                       |                   |                   |                     |                     |                     |                     |                     |                     |
|  |  |                                |                                |                                |                                |                                |                                |                                                                        |                                                                        |                                                                        |                                                                        |                                                                        |                                                                        |                                                                                     |                                                                                     |                                                                                     |                                                                                     |                                                                                     |                                                                                     |                                                          |                                                          |                                                          |                                                          |                                            |                                            |                                    |                                    |                                          |                                          |                                                   |                                                   |                                                                        |                                                                        |                                                                        |                                                                        |                                                                        |                                                                        |                                                              |                                                              |                                                              |                                                              |                                                              |                                                              |                              |                              |                              |                              |                                           |                                           |                                           |                                           |                                           |                                           |                                           |                                           |                                                 |                                                 |                                                 |                                                 |                                                 |                                                 | | | | | | |                     |                     |                       |                       |                       |                       |                       |                       |                   |                   |                     |                     |                     |                     |                     |                     |
|  |  |                                |                                |                                |                                |                                |                                |                                                                        |                                                                        |                                                                        |                                                                        |                                                                        |                                                                        |                                                                                     |                                                                                     |                                                                                     |                                                                                     |                                                                                     |                                                                                     |                                                          |                                                          |                                                          |                                                          |                                            |                                            |                                    |                                    |                                          |                                          |                                                   |                                                   |                                                                        |                                                                        |                                                                        |                                                                        |                                                                        |                                                                        |                                                              |                                                              |                                                              |                                                              |                                                              |                                                              |                              |                              |                              |                              |                                           |                                           |                                           |                                           |                                           |                                           |                                           |                                           |                                                 |                                                 |                                                 |                                                 |                                                 |                                                 | | | | | | |                     |                     |                       |                       |                       |                       |                       |                       |                   |                   |                     |                     |                     |                     |                     |                     |
|  |  |                                |                                |                                |                                |                                |                                |                                                                        |                                                                        |                                                                        |                                                                        |                                                                        |                                                                        |                                                                                     |                                                                                     |                                                                                     |                                                                                     |                                                                                     |                                                                                     |                                                          |                                                          |                                                          |                                                          |                                            |                                            |                                    |                                    |                                          |                                          |                                                   |                                                   |                                                                        |                                                                        |                                                                        |                                                                        |                                                                        |                                                                        |                                                              |                                                              |                                                              |                                                              |                                                              |                                                              |                              |                              |                              |                              |                                           |                                           |                                           |                                           |                                           |                                           |                                           |                                           |                                                 |                                                 |                                                 |                                                 |                                                 |                                                 | | | | | | |                     |                     |                       |                       |                       |                       |                       |                       |                   |                   |                     |                     |                     |                     |                     |                     |
|  |  | Eufrasia de Guzmán (15..-....) | Eufrasia de Guzmán (15..-....) | Eufrasia de Guzmán (15..-....) | Eufrasia de Guzmán (15..-....) | Eufrasia de Guzmán (15..-....) | Eufrasia de Guzmán (15..-....) |                                                                        |                                                                        |                                                                        |                                                                        |                                                                        |                                                                        | Antonio (15..-1570) III principe di Ascoli III marchese di Atella                   | Antonio (15..-1570) III principe di Ascoli III marchese di Atella                   | Antonio (15..-1570) III principe di Ascoli III marchese di Atella                   | Antonio (15..-1570) III principe di Ascoli III marchese di Atella                   | Antonio (15..-1570) III principe di Ascoli III marchese di Atella                   | Antonio (15..-1570) III principe di Ascoli III marchese di Atella                   |                                                          |                                                          | Martino (1548-1599) conte di Monza                       | Martino (1548-1599) conte di Monza                       | Martino (1548-1599) conte di Monza         | Martino (1548-1599) conte di Monza         | Martino (1548-1599) conte di Monza | Martino (1548-1599) conte di Monza |                                          |                                          |                                                   |                                                   |                                                                        |                                                                        | 1ª moglie Virginia Maria Marino (1541-1576)                            | 1ª moglie Virginia Maria Marino (1541-1576)                            | 1ª moglie Virginia Maria Marino (1541-1576)                            | 1ª moglie Virginia Maria Marino (1541-1576)                            | 1ª moglie Virginia Maria Marino (1541-1576)                  | 1ª moglie Virginia Maria Marino (1541-1576)                  |                                                              |                                                              | Giovanni (15..-....)                                         | Giovanni (15..-....)                                         | Giovanni (15..-....)         | Giovanni (15..-....)         | Giovanni (15..-....)         | Giovanni (15..-....)         |                                           |                                           | Marianna (15..-1588)                      | Marianna (15..-1588)                      | Marianna (15..-1588)                      | Marianna (15..-1588)                      | Marianna (15..-1588)                      | Marianna (15..-1588)                      |                                                 |                                                 |                                                 |                                                 |                                                 |                                                 | Massimiliano II Stampa, III Marchese di Soncino (1557-1596), Conte di Rivolta di Gera d'Adda, Signore di Trumello (1546-1601) | Massimiliano II Stampa, III Marchese di Soncino (1557-1596), Conte di Rivolta di Gera d'Adda, Signore di Trumello (1546-1601) | Massimiliano II Stampa, III Marchese di Soncino (1557-1596), Conte di Rivolta di Gera d'Adda, Signore di Trumello (1546-1601) | Massimiliano II Stampa, III Marchese di Soncino (1557-1596), Conte di Rivolta di Gera d'Adda, Signore di Trumello (1546-1601) | Massimiliano II Stampa, III Marchese di Soncino (1557-1596), Conte di Rivolta di Gera d'Adda, Signore di Trumello (1546-1601) | Massimiliano II Stampa, III Marchese di Soncino (1557-1596), Conte di Rivolta di Gera d'Adda, Signore di Trumello (1546-1601) |                     |                     | Francesco (15..-....) | Francesco (15..-....) | Francesco (15..-....) | Francesco (15..-....) | Francesco (15..-....) | Francesco (15..-....) |                   |                   | Filippo (15..-....) | Filippo (15..-....) | Filippo (15..-....) | Filippo (15..-....) | Filippo (15..-....) | Filippo (15..-....) |
|  |  | Eufrasia de Guzmán (15..-....) | Eufrasia de Guzmán (15..-....) | Eufrasia de Guzmán (15..-....) | Eufrasia de Guzmán (15..-....) | Eufrasia de Guzmán (15..-....) | Eufrasia de Guzmán (15..-....) |                                                                        |                                                                        |                                                                        |                                                                        |                                                                        |                                                                        | Antonio (15..-1570) III principe di Ascoli III marchese di Atella                   | Antonio (15..-1570) III principe di Ascoli III marchese di Atella                   | Antonio (15..-1570) III principe di Ascoli III marchese di Atella                   | Antonio (15..-1570) III principe di Ascoli III marchese di Atella                   | Antonio (15..-1570) III principe di Ascoli III marchese di Atella                   | Antonio (15..-1570) III principe di Ascoli III marchese di Atella                   |                                                          |                                                          | Martino (1548-1599) conte di Monza                       | Martino (1548-1599) conte di Monza                       | Martino (1548-1599) conte di Monza         | Martino (1548-1599) conte di Monza         | Martino (1548-1599) conte di Monza | Martino (1548-1599) conte di Monza |                                          |                                          |                                                   |                                                   |                                                                        |                                                                        | 1ª moglie Virginia Maria Marino (1541-1576)                            | 1ª moglie Virginia Maria Marino (1541-1576)                            | 1ª moglie Virginia Maria Marino (1541-1576)                            | 1ª moglie Virginia Maria Marino (1541-1576)                            | 1ª moglie Virginia Maria Marino (1541-1576)                  | 1ª moglie Virginia Maria Marino (1541-1576)                  |                                                              |                                                              | Giovanni (15..-....)                                         | Giovanni (15..-....)                                         | Giovanni (15..-....)         | Giovanni (15..-....)         | Giovanni (15..-....)         | Giovanni (15..-....)         |                                           |                                           | Marianna (15..-1588)                      | Marianna (15..-1588)                      | Marianna (15..-1588)                      | Marianna (15..-1588)                      | Marianna (15..-1588)                      | Marianna (15..-1588)                      |                                                 |                                                 |                                                 |                                                 |                                                 |                                                 | Massimiliano II Stampa, III Marchese di Soncino (1557-1596), Conte di Rivolta di Gera d'Adda, Signore di Trumello (1546-1601) | Massimiliano II Stampa, III Marchese di Soncino (1557-1596), Conte di Rivolta di Gera d'Adda, Signore di Trumello (1546-1601) | Massimiliano II Stampa, III Marchese di Soncino (1557-1596), Conte di Rivolta di Gera d'Adda, Signore di Trumello (1546-1601) | Massimiliano II Stampa, III Marchese di Soncino (1557-1596), Conte di Rivolta di Gera d'Adda, Signore di Trumello (1546-1601) | Massimiliano II Stampa, III Marchese di Soncino (1557-1596), Conte di Rivolta di Gera d'Adda, Signore di Trumello (1546-1601) | Massimiliano II Stampa, III Marchese di Soncino (1557-1596), Conte di Rivolta di Gera d'Adda, Signore di Trumello (1546-1601) |                     |                     | Francesco (15..-....) | Francesco (15..-....) | Francesco (15..-....) | Francesco (15..-....) | Francesco (15..-....) | Francesco (15..-....) |                   |                   | Filippo (15..-....) | Filippo (15..-....) | Filippo (15..-....) | Filippo (15..-....) | Filippo (15..-....) | Filippo (15..-....) |
|  |  |                                |                                |                                |                                |                                |                                |                                                                        |                                                                        |                                                                        |                                                                        |                                                                        |                                                                        |                                                                                     |                                                                                     |                                                                                     |                                                                                     |                                                                                     |                                                                                     |                                                          |                                                          |                                                          |                                                          |                                            |                                            |                                    |                                    |                                          |                                          |                                                   |                                                   |                                                                        |                                                                        |                                                                        |                                                                        |                                                                        |                                                                        |                                                              |                                                              |                                                              |                                                              |                                                              |                                                              |                              |                              |                              |                              |                                           |                                           |                                           |                                           |                                           |                                           |                                           |                                           |                                                 |                                                 |                                                 |                                                 |                                                 |                                                 | | | | | | |                     |                     |                       |                       |                       |                       |                       |                       |                   |                   |                     |                     |                     |                     |                     |                     |
|  |  |                                |                                |                                |                                |                                |                                |                                                                        |                                                                        |                                                                        |                                                                        |                                                                        |                                                                        |                                                                                     |                                                                                     |                                                                                     |                                                                                     |                                                                                     |                                                                                     |                                                          |                                                          |                                                          |                                                          |                                            |                                            |                                    |                                    |                                          |                                          |                                                   |                                                   |                                                                        |                                                                        |                                                                        |                                                                        |                                                                        |                                                                        |                                                              |                                                              |                                                              |                                                              |                                                              |                                                              |                              |                              |                              |                              |                                           |                                           |                                           |                                           |                                           |                                           |                                           |                                           |                                                 |                                                 |                                                 |                                                 |                                                 |                                                 | | | | | | |                     |                     |                       |                       |                       |                       |                       |                       |                   |                   |                     |                     |                     |                     |                     |                     |
|  |  |                                |                                |                                |                                |                                |                                |                                                                        |                                                                        |                                                                        |                                                                        |                                                                        |                                                                        |                                                                                     |                                                                                     |                                                                                     |                                                                                     |                                                                                     |                                                                                     |                                                          |                                                          |                                                          |                                                          |                                            |                                            |                                    |                                    |                                          |                                          |                                                   |                                                   |                                                                        |                                                                        |                                                                        |                                                                        |                                                                        |                                                                        |                                                              |                                                              |                                                              |                                                              |                                                              |                                                              |                              |                              |                              |                              |                                           |                                           |                                           |                                           |                                           |                                           |                                           |                                           |                                                 |                                                 |                                                 |                                                 |                                                 |                                                 | | | | | | |                     |                     |                       |                       |                       |                       |                       |                       |                   |                   |                     |                     |                     |                     |                     |                     |
|  |  |                                |                                |                                |                                |                                |                                |                                                                        |                                                                        |                                                                        |                                                                        |                                                                        |                                                                        |                                                                                     |                                                                                     |                                                                                     |                                                                                     |                                                                                     |                                                                                     |                                                          |                                                          |                                                          |                                                          |                                            |                                            |                                    |                                    |                                          |                                          |                                                   |                                                   |                                                                        |                                                                        |                                                                        |                                                                        |                                                                        |                                                                        |                                                              |                                                              |                                                              |                                                              |                                                              |                                                              |                              |                              |                              |                              |                                           |                                           |                                           |                                           |                                           |                                           |                                           |                                           |                                                 |                                                 |                                                 |                                                 |                                                 |                                                 | | | | | | |                     |                     |                       |                       |                       |                       |                       |                       |                   |                   |                     |                     |                     |                     |                     |                     |
|  |  |                                |                                |                                |                                |                                |                                |                                                                        |                                                                        |                                                                        |                                                                        |                                                                        |                                                                        |                                                                                     |                                                                                     |                                                                                     |                                                                                     |                                                                                     |                                                                                     |                                                          |                                                          |                                                          |                                                          |                                            |                                            |                                    |                                    |                                          |                                          |                                                   |                                                   |                                                                        |                                                                        |                                                                        |                                                                        |                                                                        |                                                                        |                                                              |                                                              |                                                              |                                                              |                                                              |                                                              |                              |                              |                              |                              |                                           |                                           |                                           |                                           |                                           |                                           |                                           |                                           |                                                 |                                                 |                                                 |                                                 |                                                 |                                                 | | | | | | |                     |                     |                       |                       |                       |                       |                       |                       |                   |                   |                     |                     |                     |                     |                     |                     |
|  |  |                                |                                |                                |                                |                                |                                | Luigi Antonio, IV principe di Ascoli IV marchese di Atella (15..-....) | Luigi Antonio, IV principe di Ascoli IV marchese di Atella (15..-....) | Luigi Antonio, IV principe di Ascoli IV marchese di Atella (15..-....) | Luigi Antonio, IV principe di Ascoli IV marchese di Atella (15..-....) | Luigi Antonio, IV principe di Ascoli IV marchese di Atella (15..-....) | Luigi Antonio, IV principe di Ascoli IV marchese di Atella (15..-....) |                                                                                     |                                                                                     |                                                                                     |                                                                                     |                                                                                     |                                                                                     | Magdalena Porzia Marino y Lugo (15..-....)               | Magdalena Porzia Marino y Lugo (15..-....)               | Magdalena Porzia Marino y Lugo (15..-....)               | Magdalena Porzia Marino y Lugo (15..-....)               | Magdalena Porzia Marino y Lugo (15..-....) | Magdalena Porzia Marino y Lugo (15..-....) |                                    |                                    | Marianna (1575-1650)                     | Marianna (1575-1650)                     | Marianna (1575-1650)                              | Marianna (1575-1650)                              | Marianna (1575-1650)                                                   | Marianna (1575-1650)                                                   |                                                                        |                                                                        |                                                                        |                                                                        |                                                              |                                                              |                                                              |                                                              |                                                              |                                                              |                              |                              |                              |                              | Ermes II, Marchese di Soncino (15..-....) | Ermes II, Marchese di Soncino (15..-....) | Ermes II, Marchese di Soncino (15..-....) | Ermes II, Marchese di Soncino (15..-....) | Ermes II, Marchese di Soncino (15..-....) | Ermes II, Marchese di Soncino (15..-....) |                                           |                                           | Cristernio, Conte di Monte Castello (1576-....) | Cristernio, Conte di Monte Castello (1576-....) | Cristernio, Conte di Monte Castello (1576-....) | Cristernio, Conte di Monte Castello (1576-....) | Cristernio, Conte di Monte Castello (1576-....) | Cristernio, Conte di Monte Castello (1576-....) | | | Giorgio (1574-1625) | Giorgio (1574-1625) | Giorgio (1574-1625) | Giorgio (1574-1625) | Giorgio (1574-1625) | Giorgio (1574-1625) |                       |                       | Luigi (15..-....)     | Luigi (15..-....)     | Luigi (15..-....)     | Luigi (15..-....)     | Luigi (15..-....) | Luigi (15..-....) |                     |                     |                     |                     |                     |                     |
|  |  |                                |                                |                                |                                |                                |                                | Luigi Antonio, IV principe di Ascoli IV marchese di Atella (15..-....) | Luigi Antonio, IV principe di Ascoli IV marchese di Atella (15..-....) | Luigi Antonio, IV principe di Ascoli IV marchese di Atella (15..-....) | Luigi Antonio, IV principe di Ascoli IV marchese di Atella (15..-....) | Luigi Antonio, IV principe di Ascoli IV marchese di Atella (15..-....) | Luigi Antonio, IV principe di Ascoli IV marchese di Atella (15..-....) |                                                                                     |                                                                                     |                                                                                     |                                                                                     |                                                                                     |                                                                                     | Magdalena Porzia Marino y Lugo (15..-....)               | Magdalena Porzia Marino y Lugo (15..-....)               | Magdalena Porzia Marino y Lugo (15..-....)               | Magdalena Porzia Marino y Lugo (15..-....)               | Magdalena Porzia Marino y Lugo (15..-....) | Magdalena Porzia Marino y Lugo (15..-....) |                                    |                                    | Marianna (1575-1650)                     | Marianna (1575-1650)                     | Marianna (1575-1650)                              | Marianna (1575-1650)                              | Marianna (1575-1650)                                                   | Marianna (1575-1650)                                                   |                                                                        |                                                                        |                                                                        |                                                                        |                                                              |                                                              |                                                              |                                                              |                                                              |                                                              |                              |                              |                              |                              | Ermes II, Marchese di Soncino (15..-....) | Ermes II, Marchese di Soncino (15..-....) | Ermes II, Marchese di Soncino (15..-....) | Ermes II, Marchese di Soncino (15..-....) | Ermes II, Marchese di Soncino (15..-....) | Ermes II, Marchese di Soncino (15..-....) |                                           |                                           | Cristernio, Conte di Monte Castello (1576-....) | Cristernio, Conte di Monte Castello (1576-....) | Cristernio, Conte di Monte Castello (1576-....) | Cristernio, Conte di Monte Castello (1576-....) | Cristernio, Conte di Monte Castello (1576-....) | Cristernio, Conte di Monte Castello (1576-....) | | | Giorgio (1574-1625) | Giorgio (1574-1625) | Giorgio (1574-1625) | Giorgio (1574-1625) | Giorgio (1574-1625) | Giorgio (1574-1625) |                       |                       | Luigi (15..-....)     | Luigi (15..-....)     | Luigi (15..-....)     | Luigi (15..-....)     | Luigi (15..-....) | Luigi (15..-....) |                     |                     |                     |                     |                     |                     |
|  |  |                                |                                |                                |                                |                                |                                |                                                                        |                                                                        |                                                                        |                                                                        |                                                                        |                                                                        |                                                                                     |                                                                                     |                                                                                     |                                                                                     |                                                                                     |                                                                                     |                                                          |                                                          |                                                          |                                                          |                                            |                                            |                                    |                                    |                                          |                                          |                                                   |                                                   |                                                                        |                                                                        |                                                                        |                                                                        |                                                                        |                                                                        |                                                              |                                                              |                                                              |                                                              |                                                              |                                                              |                              |                              |                              |                              |                                           |                                           |                                           |                                           |                                           |                                           |                                           |                                           |                                                 |                                                 |                                                 |                                                 |                                                 |                                                 | | | | | | |                     |                     |                       |                       |                       |                       |                       |                       |                   |                   |                     |                     |                     |                     |                     |                     |
|  |  |                                |                                |                                |                                |                                |                                |                                                                        |                                                                        |                                                                        |                                                                        |                                                                        |                                                                        |                                                                                     |                                                                                     |                                                                                     |                                                                                     |                                                                                     |                                                                                     |                                                          |                                                          |                                                          |                                                          |                                            |                                            |                                    |                                    |                                          |                                          |                                                   |                                                   |                                                                        |                                                                        |                                                                        |                                                                        |                                                                        |                                                                        |                                                              |                                                              |                                                              |                                                              |                                                              |                                                              |                              |                              |                              |                              |                                           |                                           |                                           |                                           |                                           |                                           |                                           |                                           |                                                 |                                                 |                                                 |                                                 |                                                 |                                                 | | | | | | |                     |                     |                       |                       |                       |                       |                       |                       |                   |                   |                     |                     |                     |                     |                     |                     |
|  |  |                                |                                |                                |                                |                                |                                |                                                                        |                                                                        |                                                                        |                                                                        |                                                                        |                                                                        | Antonio Luis Benítez de Lugo, V principe di Ascoli V marchese di Atella (....-1648) | Antonio Luis Benítez de Lugo, V principe di Ascoli V marchese di Atella (....-1648) | Antonio Luis Benítez de Lugo, V principe di Ascoli V marchese di Atella (....-1648) | Antonio Luis Benítez de Lugo, V principe di Ascoli V marchese di Atella (....-1648) | Antonio Luis Benítez de Lugo, V principe di Ascoli V marchese di Atella (....-1648) | Antonio Luis Benítez de Lugo, V principe di Ascoli V marchese di Atella (....-1648) |                                                          |                                                          |                                                          |                                                          |                                            |                                            |                                    |                                    | Alma Francesca Osio de Leyva (1604-16..) | Alma Francesca Osio de Leyva (1604-16..) | Alma Francesca Osio de Leyva (1604-16..)          | Alma Francesca Osio de Leyva (1604-16..)          | Alma Francesca Osio de Leyva (1604-16..)                               | Alma Francesca Osio de Leyva (1604-16..)                               |                                                                        |                                                                        |                                                                        |                                                                        |                                                              |                                                              |                                                              |                                                              |                                                              |                                                              |                              |                              |                              |                              |                                           |                                           |                                           |                                           |                                           |                                           |                                           |                                           |                                                 |                                                 |                                                 |                                                 |                                                 |                                                 | | | | | | |                     |                     |                       |                       |                       |                       |                       |                       |                   |                   |                     |                     |                     |                     |                     |                     |

|  |  |  |  |  |  |  |  | Martino (15..-....) | Martino (15..-....) | Martino (15..-....) | Martino (15..-....) | Martino (15..-....) | Martino (15..-....) |  |  |         |         |         |         | 2° matrimonio Anna Viquez de Moncada (15..-16..) | 2° matrimonio Anna Viquez de Moncada (15..-16..) | 2° matrimonio Anna Viquez de Moncada (15..-16..) | 2° matrimonio Anna Viquez de Moncada (15..-16..) | 2° matrimonio Anna Viquez de Moncada (15..-16..) | 2° matrimonio Anna Viquez de Moncada (15..-16..) |          |          |          |          |  |  |                     |                     |                     |                     |                     |                     | 1º matrimonio Virginia Maria Marino (1541-1576) | 1º matrimonio Virginia Maria Marino (1541-1576) | 1º matrimonio Virginia Maria Marino (1541-1576) | 1º matrimonio Virginia Maria Marino (1541-1576) | 1º matrimonio Virginia Maria Marino (1541-1576) | 1º matrimonio Virginia Maria Marino (1541-1576) |  |  |  |  |  |  | Ercole Pio di Savoia (15..-1573) | Ercole Pio di Savoia (15..-1573) | Ercole Pio di Savoia (15..-1573) | Ercole Pio di Savoia (15..-1573) | Ercole Pio di Savoia (15..-1573) | Ercole Pio di Savoia (15..-1573) |                                 |                                 |                                 |                                 |                                 |                                 |  |  |                               |                               |                               |                               |                               |                               |  |  |                    |                    |                    |                    |                    |                    |  |  |                    |                    |                    |                    |                    |                    |  |  |                    |                    |                    |                    |                    |                    |
|  |  |  |  |  |  |  |  | Martino (15..-....) | Martino (15..-....) | Martino (15..-....) | Martino (15..-....) | Martino (15..-....) | Martino (15..-....) |  |  |         |         |         |         | 2° matrimonio Anna Viquez de Moncada (15..-16..) | 2° matrimonio Anna Viquez de Moncada (15..-16..) | 2° matrimonio Anna Viquez de Moncada (15..-16..) | 2° matrimonio Anna Viquez de Moncada (15..-16..) | 2° matrimonio Anna Viquez de Moncada (15..-16..) | 2° matrimonio Anna Viquez de Moncada (15..-16..) |          |          |          |          |  |  |                     |                     |                     |                     |                     |                     | 1º matrimonio Virginia Maria Marino (1541-1576) | 1º matrimonio Virginia Maria Marino (1541-1576) | 1º matrimonio Virginia Maria Marino (1541-1576) | 1º matrimonio Virginia Maria Marino (1541-1576) | 1º matrimonio Virginia Maria Marino (1541-1576) | 1º matrimonio Virginia Maria Marino (1541-1576) |  |  |  |  |  |  | Ercole Pio di Savoia (15..-1573) | Ercole Pio di Savoia (15..-1573) | Ercole Pio di Savoia (15..-1573) | Ercole Pio di Savoia (15..-1573) | Ercole Pio di Savoia (15..-1573) | Ercole Pio di Savoia (15..-1573) |                                 |                                 |                                 |                                 |                                 |                                 |  |  |                               |                               |                               |                               |                               |                               |  |  |                    |                    |                    |                    |                    |                    |  |  |                    |                    |                    |                    |                    |                    |  |  |                    |                    |                    |                    |                    |                    |
|  |  |  |  |  |  |  |  |                     |                     |                     |                     |                     |                     |  |  |         |         |         |         |                                                  |                                                  |                                                  |                                                  |                                                  |                                                  |          |          |          |          |  |  |                     |                     |                     |                     |                     |                     |                                                 |                                                 |                                                 |                                                 |                                                 |                                                 |  |  |  |  |  |  |                                  |                                  |                                  |                                  |                                  |                                  |                                 |                                 |                                 |                                 |                                 |                                 |  |  |                               |                               |                               |                               |                               |                               |  |  |                    |                    |                    |                    |                    |                    |  |  |                    |                    |                    |                    |                    |                    |  |  |                    |                    |                    |                    |                    |                    |
|  |  |  |  |  |  |  |  |                     |                     |                     |                     |                     |                     |  |  |         |         |         |         |                                                  |                                                  |                                                  |                                                  |                                                  |                                                  |          |          |          |          |  |  |                     |                     |                     |                     |                     |                     |                                                 |                                                 |                                                 |                                                 |                                                 |                                                 |  |  |  |  |  |  |                                  |                                  |                                  |                                  |                                  |                                  |                                 |                                 |                                 |                                 |                                 |                                 |  |  |                               |                               |                               |                               |                               |                               |  |  |                    |                    |                    |                    |                    |                    |  |  |                    |                    |                    |                    |                    |                    |  |  |                    |                    |                    |                    |                    |                    |
|  |  |  |  |  |  |  |  |                     |                     |                     |                     |                     |                     |  |  |         |         |         |         |                                                  |                                                  |                                                  |                                                  |                                                  |                                                  |          |          |          |          |  |  |                     |                     |                     |                     |                     |                     |                                                 |                                                 |                                                 |                                                 |                                                 |                                                 |  |  |  |  |  |  |                                  |                                  |                                  |                                  |                                  |                                  |                                 |                                 |                                 |                                 |                                 |                                 |  |  |                               |                               |                               |                               |                               |                               |  |  |                    |                    |                    |                    |                    |                    |  |  |                    |                    |                    |                    |                    |                    |  |  |                    |                    |                    |                    |                    |                    |
|  |  |  |  |  |  |  |  | Luigi               | Luigi               | Luigi               | Luigi               | Luigi               | Luigi               |  |  | Antonio | Antonio | Antonio | Antonio | Antonio                                          | Antonio                                          |                                                  |                                                  | Gerolamo                                         | Gerolamo                                         | Gerolamo | Gerolamo | Gerolamo | Gerolamo |  |  | Adriana (15..-16..) | Adriana (15..-16..) | Adriana (15..-16..) | Adriana (15..-16..) | Adriana (15..-16..) | Adriana (15..-16..) |                                                 |                                                 |                                                 |                                                 |                                                 |                                                 |  |  |  |  |  |  |                                  |                                  |                                  |                                  |                                  |                                  | Marco Pio di Savoia (15..-....) | Marco Pio di Savoia (15..-....) | Marco Pio di Savoia (15..-....) | Marco Pio di Savoia (15..-....) | Marco Pio di Savoia (15..-....) | Marco Pio di Savoia (15..-....) |  |  | Riccardo de Leyva (15..-....) | Riccardo de Leyva (15..-....) | Riccardo de Leyva (15..-....) | Riccardo de Leyva (15..-....) | Riccardo de Leyva (15..-....) | Riccardo de Leyva (15..-....) |  |  | figlia (15..-....) | figlia (15..-....) | figlia (15..-....) | figlia (15..-....) | figlia (15..-....) | figlia (15..-....) |  |  | figlia (15..-....) | figlia (15..-....) | figlia (15..-....) | figlia (15..-....) | figlia (15..-....) | figlia (15..-....) |  |  | figlia (15..-....) | figlia (15..-....) | figlia (15..-....) | figlia (15..-....) | figlia (15..-....) | figlia (15..-....) |